# Палсманская волость
Палсманская волость (латыш. Palsmanes pagasts) — одна из восьми волостей Смилтенского края Латвии. Волостной центр — крупное село Палсмане.
Вдоль северной границы проходит автодорога A2.

## Население
По оценке на середину 2012 году население волости составило 1012 жителей. В 1935 году в волости жило 2716 человек, в 2000 году — 1106.
72 % населения волости живёт в Палсмане. 14 % населения живут в трёх малых сёлах. Остальное население живёт на хуторах.